# Operación Leo
Operation Leo fue un plan de secuestro de la ministra de Inmigración sueca Anna-Greta Leijon en 1976. El plan fue diseñado por la segunda generación de la  Fracción del Ejército Rojo. 

## La Operación
Leijon fue escogida puesto que era responsable de conducir la responsabilidad política en las nuevas medidas suecas contra el terrorismo. El objetivo era intercambiar a la ministra por 8 miembros detenidos en cárceles alemanas. El grupo planificó retener a la ministra en una caja para poder movilizarla fácilmente entre diferentes localizaciones. 
El plan era grande y complicado e incluía asaltos a bancos y obtención de armas. No obstante, la RAF desconocía que el Servicio de Seguridad sueco SÄPO los tenía bajo fuerte vigilancia.  Antes que el plan pudiera ser ejecutado, la policía detuvo al grupo entero en una operación cuya codificación fue Ebba Grön.
Durante la investigación que siguió, cerca de 90 personas fueron arrestadas.  Muchas recibieron largos términos de prisión y el líder del grupo, Norbert Krocher, fue deportado hacia Alemania y puesto en prisión, para ser liberado en 1989.
El plan fue una consecuencia directa de la Ocupación de la Embajada de Alemania Occidental en 1975 en Estocolmo, Suecia. Si el plan se hubiera ejecutado y Leijon hubiera sido secuestrada, el nombre utilizado por el equipo de terroristas que realizarían el secuestro hubiera sido Comandado por Siegfried Hausner para honrar a uno de los terroristas que tomaron parte en la toma de la Embajada y murieron durante el asedio por la policía.

## Trivia
La banda Punk sueca "Ebba Grön", formada en 1977, tomó el nombre del código de la operación usada por la policía. 
- Datos: Q7097230